# Eduardo Chozas
Eduardo Chozas (Carabanchel, 5 juli 1960) is een voormalig Spaans wielrenner. Hij heeft tijdens zijn carrière een aardige zegelijst opgebouwd. Daarop prijken onder andere etappezeges in de Tour en Giro. Twee jaar (in 1990 en 1991) reed hij alle drie de Grote Rondes in één jaar uit, een vrij zeldzame prestatie.

## Belangrijkste overwinningen
1980
- 5e etappe Ronde van Duitsland

1981
- 1e etappe Ronde van Asturië

1983
- Vuelta Camp de Morvedre
- Zaragoza-Sabinanigo
- 2e etappe Ruta del Sol
- Eindklassement Ruta del Sol
- Eindklassement Ronde van Rioja
- 5e etappe Ronde van Italië

1984
- G.P de Naquera
- 4e etappe Ronde van Valencia

1985
- 15e etappe Ronde van Frankrijk

1986
- 17e etappe Ronde van Frankrijk

1987
- 22e etappe Ronde van Frankrijk

1988
- Clasica a Alcobendas

1990
- Eindklassement Ruta del Sol
- 4e etappe Ruta del Sol
- Ronde van Frankrijk: klassement meest strijdlustige renner
- 13e etappe Ronde van Frankrijk
- 2e etappe Ronde van Italië

1991
- 4e etappe Ronde van Murcia
- 13 etappe Ronde van Italië

## Resultaten in voornaamste wedstrijden
| Jaar | Ronde van Italië | Ronde van Frankrijk | Ronde van Spanje |
| ---- | ---------------- | ------------------- | ---------------- |
| 1980 |                  |                     | 36e              |
| 1981 | 16e              |                     | 11e              |
| 1982 | 19e              |                     | 14e              |
| 1983 | 8e (1)           |                     | 6e               |
| 1984 | 45e              |                     | opgave           |
| 1985 |                  | 9e (1)              | 29e              |
| 1986 |                  | 14e (1)             | 24e              |
| 1987 |                  | 25e (1)             | 36e              |
| 1988 |                  | 30e                 | 67e              |
| 1989 |                  |                     | 24e              |
| 1990 | 11e (1)          | 6e (1)              | 33e              |
| 1991 | 10e (1)          | 11e                 | 11e              |
| 1992 |                  |                     | 43e              |
| 1993 | 32e              |                     | 22e              |

| Jaar | Milaan-San Remo | Ronde van Vlaanderen | Ronde van Lombardije | Clásica San Sebastián |  | WK op de weg |
| ---- | --------------- | -------------------- | -------------------- | --------------------- |  | ------------ |
| 1980 | 59e             |                      |                      |                       |  |              |
| 1981 |                 |                      |                      |                       |  |              |
| 1982 |                 |                      |                      |                       |  |              |
| 1983 | 44e             |                      | 37e                  |                       |  | 23e          |
| 1984 | 36e             |                      | 28e                  | 8e                    |  |              |
| 1985 |                 |                      |                      |                       |  |              |
| 1986 |                 |                      |                      |                       |  |              |
| 1987 | 85e             |                      |                      | 23e                   |  |              |
| 1988 |                 |                      |                      | 34e                   |  |              |
| 1989 |                 |                      |                      | 70e                   |  |              |
| 1990 | 63e             | 80e                  |                      | 64e                   |  | 48e          |
| 1991 |                 | 55e                  |                      | 73e                   |  | 70e          |
| 1992 |                 |                      |                      | 57e                   |  |              |
| 1993 |                 |                      |                      |                       |  |              |